# 教育史
教育史（きょういくし）とは、教育の歴史、またはその学問。

## 概要
日本の教育学の一部門である教育史学においては、一般に教育史を日本教育史・西洋教育史・その他の地域の教育史に大別している。いずれも、歴史の初期における教育やしつけの形態から、学校の誕生と発展、その法的な整備などまで含めた教育の制度、読み書き算盤から、音楽、弁論、武芸などまでの教育の内容・方法、教育の思想などの歴史を含む。通常、教育学の世界で教育史というと教育の思想史をいうことが多いが、学校の歴史や、明治以降の学校制度史など、テーマと時代を区切って語られることもある。
フランスの社会史のアナール学派の研究、また特にその代表者、フィリップ・アリエスの『子供の誕生』（1960年刊）以来、教育の事象を社会史の中で捉えるという試みも多くなされるようになり、教育史の内容や視点も大きく変わってきた。例えば、出産と育児の歴史や教育観、しつけ観の歴史なども研究されるようになってきている。

## 日本教育史

### 古代（律令時代）
- 貴族は中央の大学、地方の国学などで官吏教育。
- 明経道（儒教）、明法道（律令）、紀伝道（漢詩文）、算道（数学）、石上宅嗣の芸亭。
- 遣唐使。
- 弘法大師空海が庶民教育のためにもうけた綜芸種智院。
- 藤原氏の勧学院や王氏・源氏の奨学院などの貴族の大学別曹

### 中世
- 鎌倉時代から室町時代には、京都の貴族が古典研究や有職故実の学問の担い手となっていた。
- 鎌倉時代には北条実時が金沢称名寺、後に現在の（神奈川県横浜市金沢区）に金沢文庫を設置し、多くの文書を収集した。
- 室町時代には関東地方において上杉憲実が足利学校を再興する。

### 近世
- 湯島聖堂 - 儒教道徳
- 藩校、私塾
- 蘭学興隆
- 寛政異学の禁、蛮社の獄などの弾圧。

### 近現代
- 学校令、学制。大正自由主義教育運動。国民皆教育、国家主義教育、修身教育。
- 第二次世界大戦の敗北と連合軍の駐留。黒塗り教科書。
- アメリカ教育使節団報告書と新憲法。
- 教育基本法・学校教育法。
- 歴史教科書問題。
- 詰め込み教育 - ゆとり教育 - 脱ゆとり教育。

## 西洋教育史

### 古代
- 古代ギリシアの教養（パイディア）
- 有産階級の男性たちの余暇（スコレー、schoolの語源）の手慰み
- 弁論術と哲学 - ソフィスト対ソクラテス
- プラトンのアカデメイアとアリストテレスのリュケイオン
- 古代ギリシアの教育（英語版）
- （古代ローマの教育（英語版））
- （古代イスラエルとユダヤの教育史（英語版））
- キリスト教の倫理（神の愛に倣うこと、隣人愛（兄弟愛、友愛））

### 中世
- ラテン語教育
- イタリアにおける大学（ボローニア、サレルノ）の誕生
- 自由七科（アルテース・リーベラーレース、artes liberales）
- 城内学校、都市学校、3R's、徒弟教育
- 中世の文化センターとしての修道院の役割

### ルネサンス・宗教改革期
- ルネサンスとは何か
- ギリシア学の復興
- 遍歴学生
- エラスムス
- コメニウス
- 宗教改革と反宗教改革
- イエズス会

### 産業革命期
- ジャン＝ジャック・ルソーと『エミール』
- 公教育の始まり - コンドルセ
- 子どもの工場労働と児童福祉
- ロバート・オウエンとニューラナーク
- ヨハン・ハインリヒ・ペスタロッチ
- フリードリヒ・フレーベル

### 近代
- 児童の世紀 - エレン・ケイ
- 世界の新教育運動 - ドイツの改革教育運動とアメリカの進歩主義教育
- 田園教育塾（ドイツ語版）、ワンダーフォーゲル運動から、芸術教育運動まで
- ドルトン・プラン、ウィネトカ・プラン
- 教育の権威主義と反権威主義

## 各地域の教育史

### アジア
- 日本教育史
- インド教育史（英語版）
- 中国教育史（英語版）
- 朝鮮教育史

### オセアニア
- ニュージーランド教育史（英語版）

### ヨーロッパ
- 英国教育史（英語版）
- スコットランド教育史（英語版）
- フランス教育史（英語版）

### 南北アメリカ
- アメリカ教育史（英語版）
- カナダ教育史（英語版）
- インカの教育（英語版）
- アステカ：カルメカク　テルポチカリ

### アフリカ
- エジプト：命の館

### 中東
- シュメール：エドゥッバ（エドゥブバ）
- 古代イスラエルとユダヤの教育史（英語版）
- イスラム：知恵の館　ニーザミーヤ